# Philip Szanyiel
Philip Szanyiel (* 23. Dezember 1960 in Manosque) ist ein ehemaliger französischer Basketballspieler.

## Laufbahn
Szanyiels erste Station in der höchsten französischen Spielklasse war von 1976 bis 1978 Avignon. Zwischen 1978 und 1986 trug er die Farben von ASVEL Lyon-Villeurbanne. 1981 wurde der 2,04 Meter messende Innenspieler mit ASVEL französischer Meister, er erzielte im Verlauf des Meisterjahres im Durchschnitt 16 Punkte je Begegnung. Zwischen 1981 und 1985 erreichte Szanyiel in jedem Spieljahr einen Mittelwert von mehr als 20 Punkten. 1983 wurde er als bester einheimischer Spieler der französischen Liga ausgezeichnet. Im selben Jahr erreichte er mit ASVEL unter Spielertrainer Alain Gilles das Endspiel um den Europapokal der Pokalsieger. Mit 26 Punkten war Szanyiel in dem Finale gegen US Scavolini Victoria Libertas aus Italien bester Werfer ASVELs, allerdings unterlag man mit 99:111.
1986 wechselte er zu AS Monaco und blieb bis 1988 im Fürstentum. Es folgten vier Jahre in Mülhausen. Mit der Mannschaft stieg er 1992 in die zweite Liga ab, dort beendete er 1994 seine Laufbahn.
Szanyiel wurde erstmals 1977 in der französischen Nationalmannschaft eingesetzt, zu dem Zeitpunkt war er 17 Jahre und vier Monate alt. 1981 nahm er an seiner ersten Europameisterschaftsendrunde teil, bei der EM 1983 im eigenen Land zählte Szanyiel zu den besten Korbschützen des Turniers, mit 19,6 pro Begegnung lag er auf dem sechsten Rang der Korbjägerliste. Bei den Sommerspielen 1984 in Los Angeles gehörte er zu Frankreichs Aufgebot und führte die Mannschaft mit 17,9 Punkten je Partie an. In den Jahren 1985 und 1991 nahm er an weiteren Europameisterschaftsendturnieren teil. Der Linkshänder kam auf insgesamt 192 Länderspiele.

### Trainer
Szanyiel wurde Trainer, gehörte von 1997 bis 2000 als Assistenztrainer zum Stab von CSP Limoges. 2000/01 war er Co-Trainer beim FC Mülhausen, in der Saison 2001/02 dann ebendort Cheftrainer sowie 2003/04 Cheftrainer in Ajaccio. Danach wurde er Trainer von Stade Clermontois.